# Liste der Anime-Studios
Die folgenden japanischen Studios produzieren Anime. Ausgenommen sind reine Produzenten wie Aniplex oder Pink Pineapple, die Anime in Auftrag geben und vertreiben, aber keine Animationsleistungen erbringen.

## A
| Name                              | Auswahl bekannter Werke | Zeiten und Namen                                                                         |
| --------------------------------- | --- | ---------------------------------------------------------------------------------------- |
| A-1 Pictures                      | Fairy Tail, Kuroshitsuji, Sword Art Online, Tetsuwan Birdy: Decode                                                                   | K.K. A-1 Pictures (2005–…)                                                               |
| A.C.G.T                           | Freezing, Kino’s Journey | K.K. A.C.G.T (2000–…)                                                                    |
| Actas                             | Girls und Panzer, Mermaid Melody: Pichi Pichi Pitch                                                                                  | K.K. Actas (1998–…)                                                                      |
| Ajiadō                            | Spirit of Wonder, Zettai Shōnen | Y.K. Ajiadō (1978–1985) K.K. Ajiadō (1985–…)                                             |
| Animate Film                      | Bannō Bunka Nekomusume, Battle Angel Alita, Gall Force, Saber Marionette R                                                           | Animate Film (1984–um 2000)                                                              |
| Anime International Company (AIC) | Boku wa Tomodachi ga Sukunai, Bubblegum Crisis Tokyo 2040, Record of Lodoss War: Chronicles of the Heroic Knight, Sora no Otoshimono | K.K. Anime International Company (1982–…)                                                |
| Asread                            | Minami-ke Okawari/Okaeri, Mirai Nikki                                                                                                | K.K. Asread (2003–…)                                                                     |
| Arms                              | Ikki Tousen – Dragon Destiny/Great Guardians, Queen’s Blade, Samurai Girls                                                           | Y.K. Arms (1996–…)                                                                       |
| Artland                           | Gunslinger Girl -Il Teatrino-, Mushishi, Reborn!                                                                                     | Y.K. Artland (1978–2006) K.K. Artland (2006–2010) K.K. Animation Studio Artland (2010–…) |
| Artmic                            | Bubblegum Crisis, Gall Force | Artmic (1978–1997)                                                                       |

## B
| Name         | Auswahl bekannter Werke                                                                 | Zeiten und Namen           |
| ------------ | --------------------------------------------------------------------------------------- | -------------------------- |
| Beat Frog    | Mushi-Uta                                                                               |                            |
| Bee Train    | El Cazador, .hack//SIGN, Madlax, Noir                                                   | K.K. Bee Train (1997–…)    |
| Bones        | Eureka Seven, Fullmetal Alchemist, Ouran High School Host Club, Soul Eater, Wolf’s Rain | K.K. Bones (1998–…)        |
| Brain’s Base | Baccano!, Durarara!!, Kamichu!, Natsume Yūjinchō                                        | Y.K. Brain’s Base (1997–…) |

## C
| Name             | Auswahl bekannter Werke                                   | Zeiten und Namen               |
| ---------------- | --------------------------------------------------------- | ------------------------------ |
| C2C              | Yurumates 3D                                              | K.K. C2C (2006–…)              |
| C-Station        | Seikoku no Dragonar                                       | C-Station K.K. (2009–…)        |
| CoMix Wave Films | 5 Centimeters Per Second, The Garden of Words, Your Name. | K.K. CoMix Wave Films (2007–…) |

## D
| Name             | Auswahl bekannter Werke                                            | Zeiten und Namen                                         |
| ---------------- | ------------------------------------------------------------------ | -------------------------------------------------------- |
| Daume            | DearS, Ichigo Mashimaro, Onegai Teacher                            | Y.K. Studio Daume (1993–1995) K.K. Daume (1995–…)        |
| David Production | Inu × Boku SS, JoJo no Kimyō na Bōken                              | K.K. David Production (2007–…)                           |
| Diomedéa         | Kodomo no Jikan, Nogizaka Haruka no Himitsu, Shinryaku! Ika Musume | Y.K. Studio Barcelona (2005–2007) K.K. Diomedéa (2007–…) |
| Dōga Kōbō        | Koihime Musō, Yuru Yuri                                            | Y.K. Dōga Kōbō (1973–2006) K.K. Dōga Kōbō (2006–…)       |

## E
| Name      | Auswahl bekannter Werke                                 | Zeiten und Namen                         |
| --------- | ------------------------------------------------------- | ---------------------------------------- |
| Eight Bit | Aquarion Evol, IS (Infinite Stratos)                    | K.K. Eight Bit (2008–…)                  |
| Eiken     | Es war einmal … der Weltraum, Sazae-san, Tetsujin 28-gō | K.K. TCG (1969–1973) K.K. Eiken (1973–…) |

## F
| Name  | Auswahl bekannter Werke              | Zeiten und Namen   |
| ----- | ------------------------------------ | ------------------ |
| feel. | Da Capo II, Kiss×sis, Shikabane Hime | Y.K. Feel (2002–…) |

## G
| Name      | Auswahl bekannter Werke                                                               | Zeiten und Namen                                    |
| --------- | ------------------------------------------------------------------------------------- | --------------------------------------------------- |
| Gainax    | FLCL, Die Macht des Zaubersteins, Neon Genesis Evangelion, Tengen Toppa Gurren-Lagann | Daicon Film (1981–1985) K.K. Gainax(1985–…)         |
| Gallop    | Akazukin Chacha, Eyeshield 21, Kodomo no Omocha, Yu-Gi-Oh!                            | Y.K. Studio Gallop (1978–2001) K.K. Gallop (2001–…) |
| Gonzo     | Afro Samurai, Chrono Crusade, Last Exile, Saki, Vandread                              | Y.K. Gonzo (1992–1999) K.K. Gonzo (1999–…)          |
| Green     |                                                                                       | Y.K. Green (1986–…)                                 |
| Group TAC | Alice Academy, Oruchuban Ebichu, Tom, Crosby und die Mäusebrigade                     | Group TAC (1968–)                                   |

## H
| Name                | Auswahl bekannter Werke           | Zeiten und Namen                  |
| ------------------- | --------------------------------- | --------------------------------- |
| Hoods Entertainment | Manyū Hiken-chō, Seikon no Qwaser | K.K. Hoods Entertainment (2009–…) |

## I
| Name   | Auswahl bekannter Werke | Zeiten und Namen                             |
| ------ | ----------------------- | -------------------------------------------- |
| Imagin | Ōkami to Kōshinryō      | Y.K. Imagin (1992–2000) K.K. Imagin (2000–…) |

## J
| Name      | Auswahl bekannter Werke                                                           | Zeiten und Namen        |
| --------- | --------------------------------------------------------------------------------- | ----------------------- |
| J.C.Staff | Excel Saga, Slayers, Shakugan no Shana, To Aru Majutsu no Index, Zero no Tsukaima | K.K. J.C.Staff (1986–…) |

## K
| Name            | Auswahl bekannter Werke                                                                           | Zeiten und Namen                                                                           |
| --------------- | ------------------------------------------------------------------------------------------------- | ------------------------------------------------------------------------------------------ |
| Khara           | Rebuild of Evangelion                                                                             | K.K. Khara (2006–…)                                                                        |
| Kinema Citrus   | Code:Breaker, Tokyo Magnitude 8.0                                                                 | K.K. Kinema Citrus (2008–…)                                                                |
| Kyōto Animation | Clannad, Full Metal Panic? Fumoffu, Die Melancholie der Haruhi Suzumiya, Kanon, K-On!, Lucky Star | Kyōto Animation (1981–1985) Y.K. Kyōto Animation (1985–1999) K.K. Kyōto Animation (1999–…) |

## L
| Name        | Auswahl bekannter Werke | Zeiten und Namen          |
| ----------- | ----------------------- | ------------------------- |
| Liden Films | Aiura, Terra Formars    | K.K. Liden Films (2012–…) |

## M
| Name             | Auswahl bekannter Werke                                                                          | Zeiten und Namen                                                                   |
| ---------------- | ------------------------------------------------------------------------------------------------ | ---------------------------------------------------------------------------------- |
| Madhouse         | Barfuß durch Hiroshima, Death Note, Das Mädchen, das durch die Zeit sprang, Monster, Summer Wars | Madhouse (1972–2004) K.K. Madhouse (2004–…)                                        |
| Magic Bus        | Cobra the Animation, Damekko Dōbutsu, Play Ball                                                  | K.K. Magic Bus (1977–…)                                                            |
| Manglobe         | Ergo Proxy, Kami nomi zo Shiru Sekai, Samurai Champloo                                           | K.K. Manglobe (2002–…)                                                             |
| MAPPA            | Jujutsu Kaisen, Tēkyū, Yūri!!! On Ice                                                            | K.K. Mappa (2011–…)                                                                |
| Mushi Production | Astro Boy, Kimba, der weiße Löwe                                                                 | Tezuka Dōga Production K.K. Mushi Production (1961–1973) Mushi Production (1977–…) |

## N
| Name             | Auswahl bekannter Werke                                                                  | Zeiten und Namen               |
| ---------------- | ---------------------------------------------------------------------------------------- | ------------------------------ |
| Nippon Animation | Chibi Maruko Chan, Die Kinder vom Berghof, Missis Jo und ihre fröhliche Familie, Sindbad | Nippon Animation K.K. (1975–…) |
| NUT              | Saga of Tanya the Evil                                                                   |                                |

## O
| Name  | Auswahl bekannter Werke                               | Zeiten und Namen                           |
| ----- | ----------------------------------------------------- | ------------------------------------------ |
| OLM   | Dambōru Senki, Inazuma Eleven, Pokémon, Wedding Peach | Oriental Light and Magic K.K. OLM (1994–…) |
| Ordet | Black Rock Shooter, Sen’yū.                           | K.K. Ordet (2007–…)                        |

## P
| Name             | Auswahl bekannter Werke                                                       | Zeiten und Namen                                                                       |
| ---------------- | ----------------------------------------------------------------------------- | -------------------------------------------------------------------------------------- |
| P.A. Works       | Angel Beats!, Hanasaku Iroha, Professor Layton und die ewige Diva, true tears | Etchū Dōga Hompo K.K. (2000–2002) K.K. P.A. Works (2002–…)                             |
| Polygon Pictures | Sidonia no Kishi                                                              | K.K. Polygon Pictures (1983–…)                                                         |
| Production I.G   | Eden of the East, Ghost in the Shell, The Prince of Tennis                    | I.G Tatsunoko (1987–1993) Y.K. Production I.G (1993–1998) K.K. Production I.G (1998–…) |
| Production IMS   | Inari, Konkon, Koi Iroha, Ore, Twintail ni Narimasu.                          | K.K. Production IMS (2013–…)                                                           |
| Production Reed  | Mahō no Princess Minky Momo, Macross 7, Z wie Zorro                           | Ashi Production (1975–2007) K.K. Production Reed (2007–…)                              |

## R
| Name  | Auswahl bekannter Werke                 | Zeiten und Namen  |
| ----- | --------------------------------------- | ----------------- |
| Remic | Dōjin Work, Renkin 3-kyū Magical? Pokān | Remic (um 2003–…) |

## S
| Name                   | Auswahl bekannter Werke | Zeiten und Namen                                                                       |
| ---------------------- | --- | -------------------------------------------------------------------------------------- |
| Sanzigen               | Arpeggio of Blue Steel | K.K. Sanzigen (2006–…)                                                                 |
| Satelight              | Log Horizon, Macross Frontier, Sōsei no Aquarion                                                                                      | K.K. Satelight (1995–…)                                                                |
| Seven Arcs             | Asura Cryin’, Mahō Shōjo Lyrical Nanoha, Sekirei                                                                                      | K.K. Seven Arcs (2002–2012)                                                            |
| Seven Arcs Pictures    | Mushibugyo, Trinity Seven | K.K. Seven Arcs Pictures (2012–…)                                                      |
| Shaft                  | Mahoromatic, Monogatari Series, Puella Magi Madoka Magica, Sayonara Zetsubō Sensei                                                    | Y.K. Shaft (1975–2015) K.K. Shaft (2015–…)                                             |
| Silver Link            | Baka to Test to Shōkanjū, Fate/kaleid liner Prisma Illya, Non Non Biyori                                                              | K.K. Silver Link (2007–…)                                                              |
| Studio 3Hz             | Sora no Method | K.K. 3Hz (2013–…)                                                                      |
| Studio 4°C             | Berserk – Das Goldene Zeitalter, Detroit Metal City, Genius Party                                                                     | K.K. Studio 4°C (1986–…)                                                               |
| Studio Cockpit         | | Y.K. Studio Cockpit (1978–…)                                                           |
| Studio Comet           | Jewelpet, Onegai My Melody, School Rumble                                                                                             | Y.K. Studio Comet (1986–1994) K.K. Studio Comet (1994–…)                               |
| Studio Deen            | Higurashi no Naku Koro ni, Kore wa Zombie Desu ka?, Maria-sama ga Miteru, Ranma ½,                                                    | Y.K. Studio Deen (1975–1994) K.K. Studio Deen (1994–…)                                 |
| Studio Fantasia        | Agent AIKa, Die Ewigkeit, die du dir wünschst, Najica                                                                                 | Y.K. Studio Fantasia (1983–…)                                                          |
| Studio Ghibli          | Chihiros Reise ins Zauberland, Ponyo – Das große Abenteuer am Meer, Prinzessin Mononoke, Das Schloss im Himmel, Das wandelnde Schloss | K.K. Studio Ghibli (1985-…)                                                            |
| Studio Gokumi          | Saki: Achiga-hen episode of side-A, Saki: Zenkoku-hen                                                                                 | K.K. Studio Gokumi (2010–…)                                                            |
| Studio Hibari (Lerche) | Fight Ippatsu! Jūden-chan!!, Kaikan Phrase, Venus Versus Virus                                                                        | K.K. Studio Hibari (1979–…)                                                            |
| Studio Junio           | Hakugei Densetsu, Kyūmei Senshi Nano Saber                                                                                            | Studio Junio (1969–1970) Y.K. Studio Junio (1970–um 2000) Junio Brain Trust (um 2000–) |
| Studio Live            | Black Blood Brothers, Grenadier, Narue no Sekai                                                                                       | Y.K. Studio Live (1976–1994) K.K. Studio Live (1994–…)                                 |
| Studio Matrix          | Green Green, Ultimate Girl | Y.K. Studio Matrix (um 2000–)                                                          |
| Studio Nue             | | Y.K. Crystal Art Studio (1972–1974) Y.K. Studio Nue (1974–?) K.K. Studio Nue (?–…)     |
| Studio Pierrot         | Bleach, Naruto, Saber Rider und die Starsheriffs                                                                                      | K.K. Studio Pierrot (1979–2002) K.K. Pierrot (2002–…)                                  |
| Studio Ponoc           | Mary und die Blume der Hexen | K.K. Studio Ponoc (2015-…)                                                             |
| Studio Rong            | Ar Tonelico – Sekai no Owari de Utai Tsuzukeru Shōjo, Mach Girl                                                                       | Y.K. Studio Rong (2003–2009)                                                           |
| Sunrise                | Code Geass – Hangyaku no Lelouch, Inu Yasha, Mobile Suit Gundam                                                                       | Y.K. Sunrise Studio (1972–1977) K.K. Nippon Sunrise (1977–1987) K.K. Sunrise (1987–…)  |
| SynergySP              | Beyblade: Metal Fusion, Duel Masters, Zettai Karen Children                                                                           | Y.K. SynergySP (1998–…)                                                                |

## T
| Name              | Auswahl bekannter Werke                                             | Zeiten und Namen                                                                 |
| ----------------- | ------------------------------------------------------------------- | -------------------------------------------------------------------------------- |
| Tatsunoko Pro     | The Irresponsible Captain Tylor, Sket Dance, Speed Racer            | K.K. Tatsunoko Production (1962–2013) K.K. Tatsunoko Pro (2013–…)                |
| Tezuka Production | Astro Boy (1980/1981, 2003/2004), Black Jack                        | K.K. Tezuka Production (1968–…)                                                  |
| TMS Entertainment | Akira, Bakugan, Detektiv Conan, Magic Knight Rayearth               | K.K. Tōkyō Movie Shinsha (1964–2000) K.K. TMS Entertainment (2000–…)             |
| TNK               | High School D×D, School Days                                        | Y.K. TNK (1999–2006) K.K. TNK (2006–…)                                           |
| Tōei Animation    | Dragonball, One Piece, Pretty Cure, Sailor Moon, Yu-Gi-Oh!, Digimon | Tōei Dōga K.K. (1956–1998) Tōei Animation K.K. (1998–…)                          |
| Triangle Staff    | NieA 7, Serial Experiments Lain                                     | Y.K. Triangle Staff (2000–…)                                                     |
| Trigger           | Inō Battle wa Nichijō-kei no Naka de, Kill la Kill                  | K.K. Trigger (2011–…)                                                            |
| TYO Animations    | Kin’iro no Corda, (Neo) Angelique, Tamayura                         | K.K. Shizuoka Animation, Yumeta Company (1986–2009) K.K. TYO Animations (2009–…) |

## U
| Name     | Auswahl bekannter Werke                                                             | Zeiten und Namen       |
| -------- | ----------------------------------------------------------------------------------- | ---------------------- |
| Ufotable | Fate/Zero, Fate/stay night: Unlimited Blade Works, Kara no Kyōkai, Kimetsu no Yaiba | Ufotable Y.K. (2000–…) |

## W
| Name       | Auswahl bekannter Werke                                               | Zeiten und Namen         |
| ---------- | --------------------------------------------------------------------- | ------------------------ |
| White Fox  | Akame ga Kill!, Re:Zero – Starting Life in Another World, Steins;Gate | K.K. White Fox (2007–…)  |
| Wit Studio | Attack on Titan, Hōzuki no Reitetsu                                   | K.K. Wit Studio (2012–…) |

## X
| Name  | Auswahl bekannter Werke                                                      | Zeiten und Namen    |
| ----- | ---------------------------------------------------------------------------- | ------------------- |
| Xebec | Love Hina, MegaMan NT Warrior/Rockman.EXE, Shaman King, To Love-Ru -Trouble- | K.K. Xebec (1995–…) |

## Z
| Name  | Auswahl bekannter Werke                                                          | Zeiten und Namen    |
| ----- | -------------------------------------------------------------------------------- | ------------------- |
| Zexcs | Chrome Shelled Regios, D.C. ~Da Capo~, Umi Monogatari – Anata ga Ite Kureta Koto | Y.K. Zexcs (1998–…) |